# ISO 3166
ISO 3166 — международный стандарт ISO, определяющий кодовые обозначения государств и зависимых территорий, а также основных административных образований внутри государств. Состоит из следующих частей:
- ISO 3166-1 — коды государств и зависимых территорий
  - ISO 3166-1 alpha-2 — двухбуквенные
  - ISO 3166-1 alpha-3 — трёхбуквенные
  - ISO 3166-1 numeric — цифровые
- ISO 3166-2 — коды административных образований внутри государств (области, штаты, провинции и т. п.)
- ISO 3166-3 — коды уже несуществующих государств (объединение, разделение, смена названия и т. п.).

Двухбуквенные коды ISO 3166-1 alpha-2 используются ICANN для присвоения национальных доменных имён верхнего уровня.

## Список ISO 3166-1
База данных по двухбуквенным доменам верхнего уровня по кодам стран составляется на основе списка стран, разработанного ISO 3166 Maintenance Agency.
IANA создаёт новый ccTLD только после того, как его код появляется в списке ISO 3166-1.
Этот список широко используется и в других целях, так как для процедуры отбора стран для него используются политически нейтральные принципы.

## Список ISO 3166-2
ISO 3166-2 занимается административными единицами второго уровня. Челябинская область России, например, обозначается RU-CHE.